# Epiplema illiturata
Epiplema illiturata är en fjärilsart som beskrevs av W. Warren 1896. Epiplema illiturata ingår i släktet Epiplema och familjen Uraniidae. Inga underarter finns listade i Catalogue of Life.